# جوليان كاش
جوليان كاش (ولد في 29 أغسطس 1996) هو لاعب تنس بريطاني متخصص في الزوجي. أعلى تصنيف له في مسيرته في الزوجي وفقًا لتصنيف اتحاد لاعبي التنس المحترفين هو المركز 15 عالميًا والذي حققه في 14 أبريل 2025. فاز جوليان بخمسة ألقاب في منافسات الزوجي ضمن جولة اتحاد لاعبي التنس المحترفين.
كما فاز بـ 17 لقبًا في منافسات الزوجي بطولة تشالنجر لرابطة محترفي التنس، 11 منها مع هنري باتن. جاءت عشرة من هذه الألقاب في عام 2022، وهو رقم قياسي لأكبر عدد من ألقاب التحدي الزوجي في موسم واحد. كما حقق أعلى تصنيف فردي في مسيرته وهو رقم 786 في 1 أغسطس 2022.

## الحياة الشخصية
وُلِد جوليان في برايتون، ونشأ في بيرجيس هيل وتلقى تعليمه في مدرسة بيدي الثانوية في إيستبورن. بدأ لعب التنس عندما كان عمره 7 سنوات.

## حياة مهنية

### 2013: الناشئين
كلاعب صغير وصل إلى أعلى تصنيف له وهو رقم 68 وشارك في منافسات الفردي للبنين في بطولة ويمبلدون 2013، حيث خسر في الجولة الثانية أمام ألكسندر زفيريف. كان لاعبه المفضل أثناء نشأته هو جو ويلفريد تسونجا.

### 2014-2018: سنوات الجامعة، رقم 1 في تصنيفات الرابطة الوطنية لرياضة الجامعات للزوجي
لعب جوليان التنس في جامعة ولاية ميسيسيبي لكنه انتقل إلى جامعة ولاية أوكلاهوما بعد عامه الأول. وصل إلى المركز الأول في تصنيفات NCAA للزوجي والمركز 18 في الفردي.

### 2022: رقم قياسي في ألقاب الزوجي بطولة تشالنجر لرابطة محترفي التنس في موسم واحد
فاز جوليان بعشرة ألقاب في عام 2022، محطمًا الرقم القياسي لأكبر عدد من ألقاب منافسات الزوجي بطولة تشالنجر لرابطة محترفي التنس في موسم واحد مع هنري باتن.

### 2023: ثلاث نهائيات في بطولة اتحاد لاعبي التنس المحترفين، ضمن أفضل 50 لاعبًا
وصل جوليان إلى نصف نهائي بطولة اتحاد لاعبي التنس المحترفين لأول مرة في بطولة تاتا المفتوحة ماهاراشترا 2023 بالشراكة مع باتن.
في بطولة الولايات المتحدة للرجال على الملاعب الرملية لعام 2023، وصل الثنائي جوليان/باتن إلى نصف نهائي رابطة محترفي التنس للمرة الثانية في الموسم وكزوج. وبعد ذلك وصلوا إلى نهائيهم الأول في مسيرتهم بعد هزيمة ميغيل أنخيل رييس فاريلا وروبرت جالواي. لقد خسروا أمام ماكس بورسيل وجوردان تومسون. وصل جوليان إلى قائمة الخمسين الأوائل في 8 مايو 2023.
وصل إلى نهائي بطولة اتحاد لاعبي التنس المحترفين للمرة الثانية بالشراكة مع يوكي بهامبري في بطولة ستوكهولم المفتوحة عام 2023 والثالثة في بطولة صوفيا المفتوحة عام 2023 بالشراكة مع نيكولا ميكتيتش.

### 2024: ثلاثة ألقاب في رابطة لاعبي التنس المحترفين، ضمن أفضل 35 لاعبًا
وصل إلى نهائيه الرابع مع شريكه الجديد روبرت جالواي في بطولة ديلراي بيتش المفتوحة عام 2024. فاز جوليان بلقبه الأول في بطولة اتحاد لاعبي التنس المحترفين بعد تغلبه على حامل اللقب سانتياجو جونزاليس وشريكه نيل سكوبسكي.
وبالعودة إلى بطولة جولة تحدي اتحاد لاعبي التنس المحترفين، تابع جوليان وجالواي انتصارهما بالفوز ببطولة على الملاعب الترابية في بوردو، فرنسا، في مايو، ثم الفوز باللقب في بطولة كأس سوربيتون على العشب في الشهر التالي. وصل إلى نهائيه الخامس، والثاني هذا الموسم مع جالواي، في بطولة BOSS المفتوحة لعام 2024، لكنهم هُزموا على يد البرازيليين مارسيلو ميلو ورافائيل ماتوس. فاز جوليان بلقبه الثاني مع جالواي في بطولة مايوركا 2024، بعد هزيمة دييغو هيدالغو وأليخاندرو تابيلو في النهائي بمجموعات متتالية. ونتيجة لذلك، وصل جوليان إلى قائمة الأربعين الأوائل في المركز 39 عالميًا في 1 يوليو 2024. وصل إلى نهائيه الرابع هذا الموسم مع جالواي، في بطولة وينستون سالم المفتوحة عام 2024، متغلبًا على جون بيرز وجيمي موراي.
مع شريكه الجديد زميله البريطاني لويد جلاسبول، فاز ببطولة اليابان المفتوحة، بعد أن هزم أرييل بيهار وروبرت جالواي في النهائي.

### 2025: ألقاب رابطة محترفي التنس، ربع نهائي بطولة أستراليا، أول نهائي في بطولة الماسترز، ضمن أفضل 20 لاعبًا
باللعب إلى جانب لويد جلاسبول، فاز جوليان بلقب الزوجي في بطولة بريسبان الدولية، بعد هزيمة جيري ليهيكا وجاكوب مينسيك في النهائي. هزم جوليان وجلاسبول أرييل بيهار وروبرت جالواي في شوط كسر التعادل للمجموعة الحاسمة للوصول إلى ربع النهائي في بطولة أستراليا المفتوحة، حيث خسروا أمام المصنفين الرابعين كيفن كراويتز وتيم بوتز.
في فبراير، هزم جوليان وجلاسبول مواطنيهما البريطانيين جو سالزبوري ونيل سكوبسكي في مجموعات متتالية ليفوزا بلقبهما الثاني هذا العام في بطولة قطر المفتوحة.
في بطولة ميامي المفتوحة، وصل جوليان إلى ربع النهائي مع جلاسبول ثم هزم يوكي بامبري ونونو بورجيس، ثم الزوجي المصنف الثاني هاري هيليوفارا وشريكه السابق هنري باتن للوصول إلى النهائي، والذي خسروه أمام المصنفين الأولين مارسيلو أريفالو ومات بافيتش.
في أبريل، كان جوليان وجلاسبول وصيفين في بطولة مونتي كارلو ماسترز، وخسرا أمام رومان أرنيودو ومانويل جينارد في النهائي الذي ذهب إلى شوط فاصل لتحديد البطل.

## الجدول الزمني لأداء الزوجي
مفتاح
| ف | ن | ن.ن | ر.ن | د# | د.م | ل | أ.أ | ت | غ | ب | ف | ذ | م.خ | ل.ت |

(ف) فاز بالبطولة (ن) وصل النهائي (ن.ن) نصف النهائي (ر.ن) ربع النهائي (د#) الأدوار الأربعة الأولى (د.م) دور المجموعات (ل) شارك في كأس ديفيز (أ.أ) خرج من الأدوار الاولى (ت) خسر التصفيات التأهيلية (غ) غاب عن الحدث أو البطولة (ب) حصل على ميدالية برونزية (ف) حصل على ميدالية فضية (ذ) حصل على ميدالية ذهبية (م.خ) بطولة الماسترز خُفضت إلى مرتبة أقل (ل.ت) البطولة لم تعقد في السنة المعينة.
لتجنب الارتباك وازدواجية الحساب، يتم تحديث هذه المعلومات إما في نهاية البطولة، أو عندما تكون مشاركة اللاعب في البطولة قد انتهت.

### زوجي الرجال
الحالية حتى عام 2025 في بريسبان الدولية.
| البطولة                   | 2021 | 2022 | 2023  | 2024  | 2025 | معدل الضربات | فوز-خسارة |   |
| ------------------------- | ---- | ---- | ----- | ----- | ---- | ------------ | --------- | - |
| بطولات السلاما الكبرى     |      |      |       |       |      |              |           |   |
| افتتاح أستراليا           | (أ)  | (أ)  | د.م   | د#    | ق.ف  | 0 / 3        | 4–3       |   |
| فتح فرنسي                 | (أ)  | (أ)  | د#    | د#    |      | 0 / 2        | 0–2       |   |
| ويمبلدون                  | (أ)  | د#   | د#    | د.م   |      | 0 / 3        | 1–3       |   |
| المفتوحة الأمريكية        | (أ)  | (أ)  | ل     | د.م   |      | 0 / 2        | 3–2       |   |
| الربح والخسارة            | 0–0  | 0–1  | 3–4   | 2–4   | 3–1  | 0 / 10       | 8–10      |   |
| بطولة أتي بي Masters 1000 |      |      |       |       |      |              |           |   |
| (إندي ويلز)               | (أ)  | (أ)  | (أ)   | (أ)   | د.م  | 0 / 1        | 1–1       |   |
| " مايامي " مفتوح          | (أ)  | (أ)  | (أ)   | د#    |      | 0 / 1        | 0–1       |   |
| ماسترز مونت كارلو         | (أ)  | (أ)  | (أ)   | (أ)   |      | 0 / 0        | 0–0       |   |
| افتتاح مدريد              | (أ)  | (أ)  | (أ)   | (أ)   |      | 0 / 0        | 0–0       |   |
| المفتوح الإيطالي          | (أ)  | (أ)  | (أ)   | (أ)   |      | 0 / 0        | 0–0       |   |
| كندا المفتوحة             | (أ)  | (أ)  | (أ)   | (أ)   |      | 0 / 0        | 0–0       |   |
| سيدات سينسيناتي           | (أ)  | (أ)  | (أ)   | د#    |      | 0 / 1        | 0–1       |   |
| "ماسترز شانغهاي"          | (أ)  | (أ)  | (أ)   | د.م   |      | 0 / 1        | 1–1       |   |
| "ماسترز باريس"            | (أ)  | (أ)  | (أ)   | (أ)   |      | 0 / 0        | 0–0       |   |
| الربح والخسارة            | 0–0  | 0–0  | 0–0   | 1–3   | 1–1  | 0 / 4        | 2–4       |   |
| إحصائيات المهنة           |      |      |       |       |      |              |           |   |
| البطولات                  | 0    | 2    | 19    | 28    | 3    | 52           | 52        |   |
| العناوين                  | 0    | 0    | 0     | 3     | 1    | 4            | 4         | 4 |
| النهائيات                 | 0    | 0    | 3     | 5     | 1    | 9            | 9         | 9 |
| النصر والخسارة الإجمالية  | 0–0  | 0–2  | 19–19 | 31–25 | 7–2  | 57–48        | 57–48     |   |
| % النصر                   | 0%   | 0%   | 50%   | 55%   | 67%  | 54%          | 54%       |   |
| تصنيف نهاية السنة         | 563  | 70   | 50    | 37    |      |              |           |   |

### الزوجي المختلط
| البطولة                 | 2021 | 2022 | 2023 | 2024 | 2025 | معدل الضربات | فوز-خسارة |
| ----------------------- | ---- | ---- | ---- | ---- | ---- | ------------ | --------- |
| بطولة أستراليا المفتوحة | أ    | أ    | أ    | أ    | أ    | 0 / 0        | 0–0       |
| بطولة فرنسا المفتوحة    | أ    | أ    | أ    | أ    |      | 0 / 0        | 0–0       |
| ويمبلدون                | أ    | أ    | د#   | د#   |      | 0 / 2        | 0–2       |
| بطولة أمريكا المفتوحة   | أ    | أ    | أ    | أ    |      | 0 / 0        | 0–0       |
| الفوز والخسارة          | 0–0  | 0–0  | 0–1  | 0–1  |      | 0 / 2        | 0–2       |

## نهائيات مهمة

### نهائيات بطولة الماسترز 1000

#### الزوجي: 2 (وصيفان)
| حصيلة | سنة  | بطولة                      | سطح | شريك         | المنافسون                   | نتيجة                  |
| ----- | ---- | -------------------------- | --- | ------------ | --------------------------- | ---------------------- |
| خسارة | 2025 | بطولة ميامي المفتوحة       | صعب | لويد جلاسبول | مارسيلو أريفالو ماتي بافيتش | 6-7(3-7)، 3-6          |
| خسارة | 2025 | بطولة مونتي كارلو للماسترز | صعب | لويد جلاسبول | رومان أرنيودو مانويل جينارد | 6-1، 6-7(8-10)، [8-10] |

## نهائيات بطولة اتحاد لاعبي التنس المحترفين

### الزوجي: 12 (5 ألقاب، 7 وصيف)
| أسطورة                        |
| ----------------------------- |
| جراند سلام (0–0)              |
| بطولة الماسترز ATP 1000 (0–2) |
| سلسلة ATP 500 (2–0)           |
| سلسلة ATP 250 (3-5)           |

| النهائيات حسب السطح |
| ------------------- |
| صعب (4-4)           |
| الطين (0-2)         |
| العشب (1-1)         |

| العناوين حسب الإعداد  |
| --------------------- |
| في الهواء الطلق (5-5) |
| داخلي (0–2)           |

| النتيجة | (إل) | التاريخ     | البطولة                                                          | المستوى        | السطح    | الشريك         | المنافسون                         | النتيجة                |
| ------- | ---- | ----------- | ---------------------------------------------------------------- | -------------- | -------- | -------------- | --------------------------------- | ---------------------- |
| الخسارة | 0–1  | ابريل 2023  | بطولة الولايات المتحدة في سباقات البلاط للرجال، الولايات المتحدة | سلسلة 250      | (كلاي)   | هنري باتن      | ماكس بورسل جوردان تومبسون         | 6–4, 4–6, [5–10]       |
| الخسارة | 0–2  | أكتوبر 2023 | ستوكهولم المفتوحة السويد                                         | سلسلة 250      | صعبة (i) | يوكي بامبري    | أندريه جولوبيف ديني مولشانوف      | 6–7(8–10), 2–6         |
| الخسارة | 0–3  | نوفمبر 2023 | صوفيا مفتوحة بلغاريا                                             | سلسلة 250      | صعبة (i) | نيكولا ميكتيتش | غونزالو إسكوبار ألكسندر نيدوييسوف | 3–6, 6–3, [11–13]      |
| فوز     | 1–3  | فبراير 2024 | "ديلي بيتش" مفتوحة، الولايات المتحدة                             | سلسلة 250      | صعبة     | روبرت غالوي    | سانتياغو غونزاليس نيل سكوبسكي     | 5–7, 7–5, [10–2]       |
| الخسارة | 1–4  | يونيو 2024  | ستوتغارت المفتوحة ألمانيا                                        | سلسلة 250      | العشب    | روبرت غالوي    | رافائيل ماتوس مارسيلو ميلو        | 6–3, 3–6, [8–10]       |
| فوز     | 2–4  | يونيو 2024  | بطولة ملاركا، إسبانيا                                            | سلسلة 250      | العشب    | روبرت غالوي    | دييغو هيدالغو أليخاندرو تبيلو     | 6–4, 6–4               |
| الخسارة | 2–5  | أغسطس 2024  | افتتاح وينستون سالم، الولايات المتحدة                            | سلسلة 250      | صعبة     | روبرت غالوي    | نثانييل لامونز جاكسون ويترو       | 4–6, 3–6               |
| فوز     | 3–5  | أكتوبر 2024 | "يابان أوبن"، اليابان                                            | 500 سلسلة      | صعبة     | لويد جلاسبول   | أرييل بيهر روبرت غالوي            | 6–4, 4–6, [12–10]      |
| فوز     | 4–5  | يناير 2025  | بريسبان الدولية أستراليا                                         | سلسلة 250      | صعبة     | لويد جلاسبول   | جيري ليهيكا جاكوب مينسك           | 6–3, 6–7(2–7), [10–6]  |
| فوز     | 5–5  | فبراير 2025 | قطر مفتوحة قطر                                                   | 500 سلسلة      | صعبة     | لويد جلاسبول   | جو سالسبري نيل سكوبسكي            | 6–3, 6–2               |
| الخسارة | 5–6  | مارس 2025   | إقامة فندق ميامي المفتوح، الولايات المتحدة                       | الماجستير 1000 | صعبة     | لويد جلاسبول   | مارسيلو أريفالو (مات بافيچ)       | 6–7(3–7), 3–6          |
| الخسارة | 5–7  | أبريل 2025  | مونتي كارلو ماسترز، موناكو                                       | الماجستير 1000 | صعبة     | لويد جلاسبول   | رومان آرنيودو مانويل غينارد       | 6–1, 6–7(8–10), [8–10] |

## نهائيات بطولة رابطة محترفي التنس وبطولة العقود الآجلة للاتحاد الدولي للتنس/التنس العالمي

### الفردي: 2 (0–2)
| أسطورة                                                          |
| --------------------------------------------------------------- |
| بطولة اتحاد لاعبي التنس المحترفين (0–0)                         |
| العقود الآجلة لـ بطولة العقود الآجلة للاتحاد الدولي للتنس (0–2) |

| النهائيات حسب السطح |
| ------------------- |
| صعب (0-2)           |
| الطين (0–0)         |
| العشب (0–0)         |
| السجاد (0–0)        |

| نتيجة | و–ل | تاريخ    | البطولة            | الطبقة              | سطح | الخصم            | نتيجة    |
| ----- | --- | -------- | ------------------ | ------------------- | --- | ---------------- | -------- |
| خسارة | 0–1 | Jul 2017 | مصر F21، شرم الشيخ | العقود الآجلة       | صعب | لورينزو فريجيريو | 4-6، 3-6 |
| خسارة | 0–2 | Oct 2021 | M15 الدوحة، قطر    | جولة التنس العالمية | صعب | هانوين لي        | 4-6، 3-6 |

### الزوجي: 41 (32 لقبًا، 9 وصيفًا)
| أسطورة                                                    |
| --------------------------------------------------------- |
| بطولة اتحاد لاعبي التنس المحترفين (18–3)                  |
| جولة الاتحاد الدولي لكرة المضرب Futures/World Tour (14–6) |

| النهائيات حسب السطح |
| ------------------- |
| صعب (25–7)          |
| الطين (3-1)         |
| العشب (4-1)         |
| السجاد (0–0)        |

## روابط خارجية
- الصفحة الخاصة باللاعب جوليان كاش في موقع رابطة محترفي كرة المضرب.

- جوليان كاش في موقع الاتحاد الدولي لكرة المضرب